# Leo Carrillo
Pour les articles homonymes, voir Carrillo.
Leo Carrillo est un acteur américain né le 6 août 1881 à Los Angeles, Californie (États-Unis), mort le 10 septembre 1961 à Santa Monica (Californie).

## Filmographie
- 1927 : At the Ball Game
- 1929 : The Foreigner
- 1929 : Hellgate of Soissons
- 1929 : Mister Antonio : Antonio Camaradino
- 1931 : Le Damné (Hell Bound) de Walter Lang : Nick Cotrelli
- 1931 : Homicide Squad : Louie Grenado
- 1931 : Lasca of the Rio Grande de Edward Laemmle : Jose Santa Cruz
- 1931 : The Guilty Generation de Rowland V. Lee : Mike Palmiero
- 1932 : Second Fiddle
- 1932 : Girl of the Rio (en) de Herbert Brenon : Don Jose Tostado
- 1932 : Running Hollywood
- 1932 : The Broken Wing (en) de Lloyd Corrigan : Capitaine Innocencio
- 1932 : Deception de Lewis Seiler : Jim Hurley
- 1932 : Men Are Such Fools de William Nigh : Tony Mello
- 1933 : Le Parachutiste (Parachute Jumper) d'Alfred E. Green : Kurt Weber
- 1933 : Racetrack de James Cruze : Joe Tomasso
- 1933 : Obey the Law de Benjamin Stoloff : Tony Pasqual
- 1933 : Moonlight and Pretzels de Karl Freund : Nick Pappacroplis
- 1933 : Before Morning de Arthur Hoerl : Dr. Gruelle
- 1934 : Four Frightened People de Cecil B. DeMille : Montague
- 1934 : Viva Villa ! de Jack Conway : Sierra
- 1934 : L'Ennemi public nº 1 (Manhattan Melodrama) de W. S. Van Dyke : le père Joe
- 1934 : La Joyeuse Fiancée (The Gay Bride) de Jack Conway : Mickey "le grec" Mikapopoulis
- 1934 : The Band Plays On de Russell Mack : Angelo
- 1935 : The Winning Ticket de Charles Reisner : Joe Tomasello
- 1935 : In Caliente de Lloyd Bacon  : José Gomez
- 1935 : Aimez-moi toujours (Love Me Forever), de Victor Schertzinger : Steve Corelli
- 1935 : If You Could Only Cook de William A. Seiter : Mike Rossini
- 1935 : La Fiesta de Santa Barbara de Louis Lewyn : lui-même
- 1936 : C'était inévitable (It Had to Happen) de Roy Del Ruth : Giuseppe Badjagaloupe
- 1936 : Moonlight Murder de Edwin L. Marin : Gino D'Acosta
- 1936 : Le Joyeux Bandit (The Gay Desperado) de Rouben Mamoulian : Pablo Braganza
- 1937 : Le destin se joue la nuit (History Is Made at Night) de Frank Borzage : Cesare
- 1937 : Échec au crime (I Promise to Pay) de D. Ross Lederman : Richard Farra
- 1937 : Hotel Haywire de George Archainbaud : Dr. Zodiac Z. Zippe
- 1937 : 52nd Street de Harold Young : Fiorello Zamarelli
- 1937 : The Barrier de Lesley Selander : Poleon Doret
- 1937 : Manhattan Merry-Go-Round de  Charles Reisner : Tony Gordoni
- 1938 : Un amour de gosse (Little Miss Roughneck) d'Aubrey Scotto : Pascual Orozco
- 1938 : La Belle Cabaretière (The Girl of the Golden West) de Robert Z. Leonard : Mosquito
- 1938 : Blocus de William Dieterle : Luis
- 1938 : City Streets de Albert S. Rogell : Joe Carmine
- 1938 : Un envoyé très spécial (Too Hot to Handle) de Jack Conway : Joselito 'José' Estanza
- 1938 : Flirting with Fate de Frank McDonald : Sancho
- 1939 : Le Petit Pêcheur de San Francisco  (Fisherman's Wharf) de Bernard Vorhaus : Carlo
- 1939 : The Arizona Wildcat de Herbert I. Leeds : Manuel Hernandez
- 1939 : Avocat mondain (Society Lawyer), d'Edwin L. Marin : Tony Gazotti
- 1939 : The Girl and the Gambler (en) de Lew Landers : El Rayo, ou Don José Maria Lopez y Tostado
- 1939 : Chicken Wagon Family de Herbert I. Leeds : Jean Paul Batiste Fippany
- 1939 : Rio  de John Brahm : Roberto
- 1940 : Twenty Mule Team de Richard Thorpe : Piute Pete
- 1940 : Lillian Russell de Irving Cummings : Tony Pastor
- 1940 : Wyoming de Richard Thorpe : Pete Marillo
- 1940 : Capitaine Casse-Cou (Captain Caution) de Richard Wallace : Lucien Argandeau
- 1940 : Une nuit sous les tropiques (One Night in the Tropics) de A. Edward Sutherland : Escobar
- 1941 : L'Île de l'épouvante (Horror Island) de George Waggner : Tobias Clump
- 1941 : Barnacle Bill de Richard Thorpe : Pico Rodriguez
- 1941 : Tight Shoes d'Albert S. Rogell : Amalfi
- 1941 : Les justiciers du désert (en) (Riders of Death Valley) de Ford Beebe et Ray Taylor : Pancho Lopez
- 1941 : The Kid from Kansas : Pancho
- 1941 : Honolulu Lu : Don Estaban Cordoba
- 1941 : Road Agent : Pancho
- 1942 : What's Cookin'? : Marvo
- 1942 : Unseen Enemy (en) : Nick Rand
- 1942 : Escape from Hong Kong : Pancho
- 1942 : Danger in the Pacific : Leo Marzell
- 1942 : Top Sergeant de Christy Cabanne : Devereaux
- 1942 : Men of Texas (en) de Ray Enright : Sam Sawyer
- 1942 : Timber : Quebec
- 1942 : Sin Town (en) de Ray Enright : Angelo Collina
- 1942 : Far West (American Empire) de William C. McGann : Dominique Beauchard
- 1943 : Frontier Badmen (en) de Ford Beebe : Chinito Galvez
- 1943 : Le Fantôme de l'Opéra (Phantom of the Opera) d'Arthur Lubin : Signor Ferretti
- 1943 : Larceny with Music : Gus Borelli
- 1943 : Crazy House de Edward F. Cline : Cameo
- 1944 : Chasseurs de fantômes (Ghost Catchers) d'Edward Cline : Jerry
- 1944 : La Fière Tzigane (Gypsy Wildcat) : Anube
- 1944 : Moonlight and Cactus : Pasqualito Luigi
- 1944 : Cavalcade musicale (Bowery to Broadway) de Charles Lamont : P.J. Fenton
- 1945 : Under Western Skies de Jean Yarbrough : King Randall
- 1945 : Crime, Inc. (en) de Lew Landers : Anthony Charles Marlow, dit Tony
- 1945 : Mexicana : Esteban Guzman
- 1947 : Dieu est mort (The Fugitive) de John Ford : chef de la police
- 1948 : Valiant Hombre : Pancho
- 1949 : The Gay Amigo : Pancho
- 1949 : The Daring Caballero : Pancho
- 1949 : Satan's Cradle : Pancho
- 1950 : The Girl from San Lorenzo : Pancho
- 1950 : Pancho Villa Returns : Pancho Villa